# ماریه دولژالووا
ماریه دولژالووا (چکی: Marie Doležalová؛ زادهٔ ۲۴ ژانویهٔ ۱۹۸۷) بازیگر اهل جمهوری چک است.
از فیلم‌ها یا مجموعه‌های تلویزیونی که وی در آن‌ها نقش داشته‌است، می‌توان به پوسینکی اشاره نمود.